# Il Morazzone

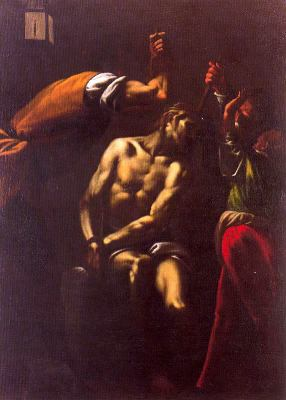
Cristo deriso (Valence, Collège Corpus Christi)

Pier Francesco Mazzucchelli dit il Morazzone (Morazzone, 1573 - Piacenza, 1626) est un des peintres italiens de la communauté post-maniériste ou pré-baroque lombarde et borroméenne des premières décennies du Seicento, le plus empreint de classicisme dû à son séjour à Rome.
Il Morazzone, avec Daniele Crespi et Giulio Cesare Procaccini, seront surnommés les « peintres de la peste » (parfois emportés eux-mêmes par l’épidémie), la Contre-Réforme encourageant les peintres à multiplier les représentations du nouveau saint Carlo, de martyrs et de miracles.

## Biographie
Formé à Rome auprès de Ventura Salimbeni Pier Francesco Mazzucchelli se rapproche  ensuite du Cavalier d'Arpin, et peint différentes œuvres : à Laterano (perdues) et dans la Basilique Saint-Pierre, dont deux fresques à San Silvestro in Capite. 
Retourné dans sa patrie en 1598, Il Morazzone exécute un important cycle de fresques dans la chapelle du Rosaire à San Vittore a Varese. Il est employé successivement au  Mont Sacré de Varallo pour décorer trois chapelles (Montée au Calvaire, Ecce Homo et Condamnation du Christ) et au mont sacré du Rosaire, de Varèse, pour la chapelle de la Flagellation. À Varallo, il a la possibilité d'étudier l'art de Gaudenzio Ferrari, influence certaine et point fondamental de son style.
Les mêmes années, après avoir exécuté un cycle de toiles pour la paroissiale d'Arona, il collabore avec le Milanais Paolo Camillo Landriani (dit Il Duchino), un artiste qui avait été en contact avec l'Académie du Val de Blenio pour l'exécution de deux des Quadroni di San Carlo de la série des Faits de la vie de San Carlo Borromeo pour le Dôme de Milan (1602-1603) et il peint la toile de la Pentecôte pour le plafond du Tribunale di Provvisione du chef-lieu lombard (aujourd'hui au Castello Sforzesco de Milan ; 1605-1612) dont un des commanditaires, Quintilio Lucini Passalacqua, lui demanda sa collaboration,  autour de 1613,  pour réaliser son précieux bureau, aujourd'hui exposé au musée du Château Sforzesco de Milan.
Parvenu à une notoriété certaine, il a été remercié et cité dans une poésie de Giovanni Battista Marino. 
En 1616, il décore la chapelle de la Porziuncola au Mont Sacré d'Orta et la chapelle San Carlo dans la collégiale de Borgomanero, où est placée son retable de San Rocco.
L'année suivante, il finit le San Carlo en Gloire de l'église  Santa Maria della Noce à Inverigo et la Madone du Rosaire pour la Chartreuse de Pavie et en 1620 les fresques de la Cappella della Buona Morte de la Basilique San Gaudenzio de Novare.
Entré en contact avec la cour de Savoie depuis quelques années, il commence un cycle de  fresques au château de Rivoli (terminées ensuite par son élève Isidoro Bianchi) et la toile de la province de Susa (Galerie Sabauda, de Turin), qui devait faire partie d'une série peinte par les peintres milanais (où furent impliqués  Il Cerano et Giulio Cesare Procaccini).
En 1626, il fut appelé à Piacenza, pour le renouvellement stylistique de l'intérieur du Dôme (où avaient travaillé Camillo Procaccini et Lodovico Carracci), pour la peinture à fresque de la coupole. Sa mort accidentelle l'empêche de porter à terme cette commande, qui sera terminée ensuite par Le Guerchin.

## Œuvres
- Santuario, Cappella di S.Giorgio (1602), Rho
- La Flagellation (1608-1609), Sacro Monte, fresques de la chapelle VII, Varèse
- Gonfalone di S.Abbondio (1608), Duomo, Côme
- Retable du maître-autel (1608-1610), Chiesa monache agostiniane della Santissima Trinità, Côme
- Le Couronnement de la Vierge (1608-1610), fresque de la sacristie dei Mansionari, Duomo, Côme
- Retable (1608-1610),  S.Agostino, cappella Sacra Cintola, Cosme
- La Chute des Anges rebelles (1608-1610), S. Giovanni Pedemonte, cappella Gallio, Côme
- Ecce Homo  (1609-1612), fresques,  XXXIII Cappella, Mont Sacré de Varallo, Varallo
- Persée délivrant Andromède (1600-1620), huile sur toile, 119 × 92 cm, musée des Offices, Florence[2]
- L'Arrestation du Christ (1610-1615), fresque Cappella XXXV, Mont Sacré de Varallo
- Calvaire, fresques de la chapelle XXXVI(1602-1606) Mont Sacré de  Varallo,
- Histoires de la Vierge (1612), S.Agostino, Cosme
- Splendide série d'histoires franciscaines (env. 1616 ) Cappella della Porziuncola, Sacro monte, Orta San Giulio
- Cycle de la vie et du mystère de la Vierge Marie (env. 1619), six retables, Collegiata,  (Battistero, Cappelle della Madonna Addolorata e del Rosario), Arona
- fresque perdue (1622), castello,  Ricoli
- Pentecôte, retable, Castello Sforzesco, Milan
- Christ aux outrages, collège Corpus Christi, Valence
- Madeleine portée au ciel par des anges, collection Bizzini

À remarquer le tableau dit des trois mains (Quadro delle tre mani) (1602-1606), dû à la collaboration de Il Cerano, Morazzone et Giulio Cesare Procaccini, sur le même projet.